# Martha Wise
Pour les articles homonymes, voir Wise.
Martha Wise (1884 - 28 juin 1971), née Martha Hasel, est une empoisonneuse et tueuse en série américaine. Après la mort de son mari, sa famille lui demande de mettre un terme à sa relation avec son nouveau compagnon. Martha décide de se venger en 1924, en empoisonnant sept membres de sa famille, dont trois en sont morts. Elle a été reconnue coupable d'un seul de ces meurtres, malgré la ligne de défense de son avocat a plaidé l'irresponsabilité mentale, et de son compagnon qui l'a incitée à empoisonner sa famille. L'affaire est considérée comme l'une des plus sensationnelles de l'époque dans l'Ohio, où elle s'est produite.

## Biographie
Martha Wise est née en 1884 à Hardscrabble, en Ohio, de Sophie Hasel et son mari, tous deux fermiers. Trois frères et une sœur sont également nés de cette union, bien que les sources contemporaines n'en nomment qu'un seul, Fred. En 1906, Martha rencontre Albert Wise, beaucoup plus âgé qu'elle, lors d'un gala de charité ; ils se marient, même si Wise ne lui a pas offert d'alliance.
Le mariage n'est pas heureux. Martha déménage dans la ferme d'Albert, mais elle découvre rapidement qu'il s'attend à une ouvrière agricole plus qu'à une épouse, et sa vie n'est pas moins pauvre pendant son mariage que ce qu'elle avait été quand elle vivait avec ses parents. Même enceinte, elle est forcée de faire des travaux agricoles généralement destinés aux hommes (comme labourer les champs ou nourrir les cochons), en plus des tâches ménagères habituelles de cuisine et de nettoyage. Le premier enfant du couple meurt à la naissance, ils ont ensuite quatre enfants : Everett, Gertrude, Kenneth, et Lester.
A cette époque, la principale source de distraction de Martha sont les enterrements ; elle a rarement manqué les enterrements qui avaient lieu près de Hardscrabble, qu'elle connaisse le défunt ou non. Lorsqu'on l'interroge, elle répond simplement qu'elle aimait cela. Albert Wise meurt soudainement en 1923, et laisse sa femme veuve de 40 ans avec quatre enfants. Son étrange fixation sur les enterrements devient plus perceptible, elle commence à ne plus seulement assister aux enterrements, mais à pleurer et se lamenter ouvertement devant les gens, peu importe l'identité du mort.

## Les décès
Moins d'un an après la mort d'Albert, Martha trouve un nouveau compagnon, Walter Johns, qui travaille alors comme ouvrier agricole sur une propriété adjacente à sa ferme. La relation est désapprouvée par la famille Hasel, et à la fois sa mère et sa tante, Lily Gienke, ne cachent pas leur désir que Martha arrête cette relation. A la fin de 1924, Martha obéit au désir de sa famille et la relation s'arrête. Johns part vers Cleveland et le couple perd contact. Le soir de Thanksgiving, plusieurs membres de la famille, y compris la mère de Martha, tombent malade, avec un mal d’estomac sévère. Les autres guérissent rapidement, mais l'état de Sophie empire et elle meurt le 13 décembre 1924. Le jour du réveillon du nouvel an, de nouvelles maladies se déclarent. Lily Gienke, son mari Fred, et certains de leurs enfants commencent à souffrir de douleurs sévères à l'estomac, similaires à ce qu'a vécu Sophie avant sa mort. Certains membres de la famille sont hospitalisés, et Lily et Fred meurent tous deux en 1925. Au total 17 membres de la famille se sont plaints des mêmes symptômes durant l'automne et l'hiver 1924/1925. Quatre des enfants Gienke sont partiellement paralysés à la suite de cette mystérieuse maladie.

## L'enquête
Après la mort des Gienke, les autorités commencent à enquêter sur l'ensemble des décès. Le shériff du comté, Fred Roshon, découvre rapidement que Martha a signé une série d’achats d’arsenic en grandes quantités dans une pharmacie locale. Une autopsie de Lily confirme la présence d'arsenic dans son tube digestif. Interrogée par le shérif, Martha a d'abord affirmé s'être procuré l'arsenic pour tuer des rats, mais a finalement avoué qu’elle l'avait utilisé pour empoisonner des membres de sa famille en le mettant dans l'eau et les tasses de café.

## Procès
Après ses confessions, Martha plaide non coupable de l’accusation du meurtre de Lily devant le grand jury le 23 mars 1925. Elle dit au jury qu'elle est irrésistiblement attirée par les funérailles, et quand il n’y a pas assez d’enterrements dans la communauté, elle est poussée à en créer en tuant. Elle est accusée de meurtre au premier degré le 7 avril 1925.
Le procès de Martha pour meurtre commence le 4 mai 1925. Elle est représentée par Joseph Pritchard et poursuivie par Joseph Seymour. La défense affirme que Wise est pénalement irresponsable, car elle est folle et qu'elle a reçu l'ordre de commettre les meurtres par son ancien amant, Walter Johns. Un certain nombre de difficultés affectent la défense : le suicide d'Edith Hasel, belle-sœur de Martha, le 6 mai, et l'effondrement de son mari Fred Hasel qui s'est ensuivi, alors que les deux étaient prêts à témoigner pour la défense ; la rétractation du témoignage d'un homme du nom de Frank Metzger, qui déclare à l'accusation, au cours du contre-interrogatoire, que la défense lui a demandé de se parjurer pour confirmer que Marthe était folle ; et le choix de celle-ci de témoigner en son nom propre. Des membres de la famille, dont le fils de Martha, Lester, et trois des enfants des Gienke, témoignent contre elle.
Après une heure de délibération du jury, Martha est reconnue coupable de meurtre au premier degré. Le jury demande la clémence dans la détermination de la peine, et le juge condamne Martha à une peine d'emprisonnement à perpétuité, aux termes de laquelle elle ne pourra être libérée que par une grâce administrative.

## Vie ultérieure
En 1962, à la suite du bon comportement de Martha en prison, le gouverneur Michael DiSalle a fait passer sa peine au meurtre au deuxième degré et elle a été libérée sur parole à 79 ans. La famille de Martha a refusé de l'accueillir, et un certain nombre de maisons de repos pour personnes âgées ont également refusé de l'admettre ; Martha est retournée en prison trois jours après, sans autre endroit où aller. Sa libération conditionnelle et la conversion de sa peine ont été révoquées. Martha est morte en prison le 28 juin 1971.

## Dans les médias
Martha Wise a fait l'objet d'un article en 1930 dans le Toledo News-Bee dans une série d'articles sur « les femmes qui paient le prix de la folie, les femmes qui ont joué contre la société et perdu ». Un numéro de 1962 du St. Joseph Gazette a appelé l'affaire Wise « l'un des crimes les plus médiatisés de l'Ohio de l'époque », et elle a été qualifiée de « veuve venimeuse de Hardscrabble », et de « démon venimeux ». Le cas de Wise a été couvert dans un épisode de 2008 de la série Deadly Women sur la chaîne Investigation Discovery.

## Documentaire télévisé
- « Attraction fatale » (début du reportage) dans Suspect no 1 sur TMC, rediffusé sous le titre « Fatale attraction » le 18, 25 et 29 janvier, 2 février, 7, 14 et 22 juin, 9 juillet 2014, 28 février, 7 et 15 mars et 1er avril 2015, 5 et 19 novembre et 4 décembre 2016, 2 et 10 décembre 2017 dans Chroniques criminelles sur NT1.